# Ана Осоріо
Ана Осоріо (ісп. Ana Osorio; нар. 12 квітня 1987) — колишня сальвадорська тенісистка.
Найвищу одиночну позицію світового рейтингу — 991 місце досягла 1 листопада 2004, парну — 779 місце — 28 жовтня 2002 року.

## Фінали ITF

### Парний розряд: 1 (0–1)
| Результат | Ранг | Дата            | Турнір                                  | Покриття | Партнерка | Суперниці                        | Рахунок  |
| --------- | ---- | --------------- | --------------------------------------- | -------- | --------- | -------------------------------- | -------- |
| Поразка   | 1.   | 16 вересня 2002 | Санто-Домінго, Домініканська Республіка | Ґрунт    | Ліс Крус  | Emma Zuleta Hilda Zuleta Cabrera | 4–6, 4–6 |